# Jasenovac (gemeente)

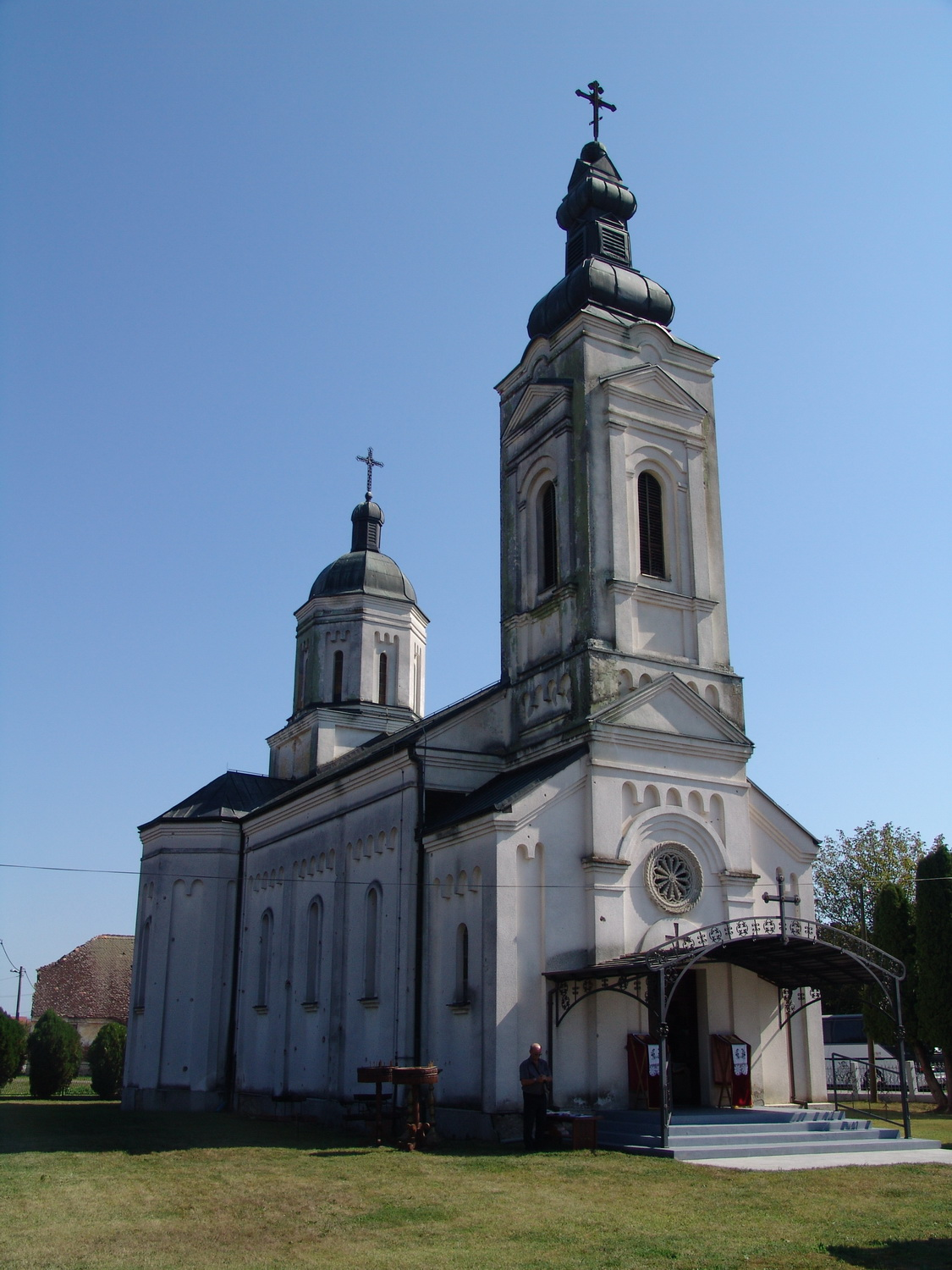
Kerk

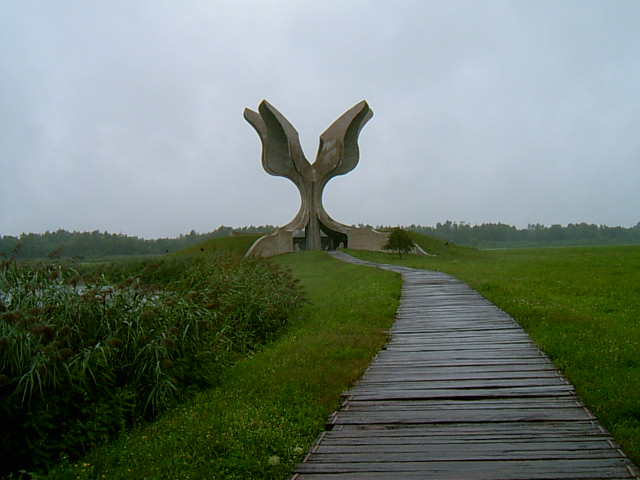
Herdenkingsmonument

Jasenovac is een gemeente in de Kroatische provincie Sisak-Moslavina.
Jasenovac telt 2391 inwoners. De oppervlakte bedraagt 168,5 km², de bevolkingsdichtheid is 14,2 inwoners per km².
Tijdens de Tweede Wereldoorlog was in Jasenovac het gelijknamige concentratiekamp gevestigd.
Steden (gradovi): Sisak · Glina · Hrvatska Kostajnica · Kutina · Novska · Petrinja

Gemeenten (općine): Donji Kukuruzari · Dvor · Gvozd · Hrvatska Dubica · Jasenovac · Lekenik · Lipovljani · Majur · Martinska Ves · Popovača · Sunja · Topusko · Velika Ludina